# Древесные африканские гадюки
Древесные африканские гадюки, древесные гадюки, или кустарниковые гадюки (лат. Atheris) — род ядовитых змей семейства Гадюковых.
Виды рода распространены в тропической Африке, длина тела до 75 см, живут в кронах невысоких деревьев и кустарников, яйцеживородящие.

## Классификация
В составе рода выделяют 18 видов:
- Atheris acuminata
- Atheris anisolepis
- Atheris barbouri (Adenorhinos barbouri) — горнокустарниковая аденоринос, или горная гадюка Ловериджа
- Atheris broadleyi
- Atheris ceratophora — рогатая древесная гадюка
- Atheris chlorechis — зелёная древесная гадюка
- Atheris desaixi — кустарниковая гадюка
- Atheris hetfieldi
- Atheris hirsuta
- Atheris hispida — колючая кустарниковая гадюка[2]
- Atheris katangensis — катангийская древесная гадюка
- Atheris mabuensis
- Atheris matildae
- Atheris mongoensis
- Atheris nitschei — чёрно-зелёная лесная гадюка
- Atheris rungweensis
- Atheris squamigera — шершавая древесная гадюка
- Atheris subocularis

Ранее в состав этого рода включали также кенийскую гадюку (Montatheris hindii), которая в настоящее время выделена в монотипический род Montatheris.